# Caspicosa
Genre
Caspicosa est un genre d'araignées aranéomorphes de la famille des Lycosidae.

## Distribution
Les espèces de ce genre se rencontrent en Russie, en Afghanistan et au Kazakhstan.

## Liste des espèces
Selon World Spider Catalog (version 21.0, 09/07/2020) :
- Caspicosa chahraka (Roewer, 1960)
- Caspicosa kulsaryensis Ponomarev, 2007
- Caspicosa manytchensis Ponomarev, 2007

## Publication originale
- Ponomarev, 2007 : New taxa of spiders (Aranei) from the south of Russia and western Kazakhstan. Caucasian Entomological Bulletin, vol. 3, no 2, p. 87-95.